# Salins, Seine-et-Marne
Salins är en kommun i departementet Seine-et-Marne i regionen Île-de-France i norra Frankrike. Kommunen ligger i kantonen Montereau-Fault-Yonne som tillhör arrondissementet Provins. År 2022 hade Salins 1 171 invånare.

## Befolkningsutveckling
Antalet invånare i kommunen Salins
| Referens: INSEE |